# Lijst van amfibieën in Panama

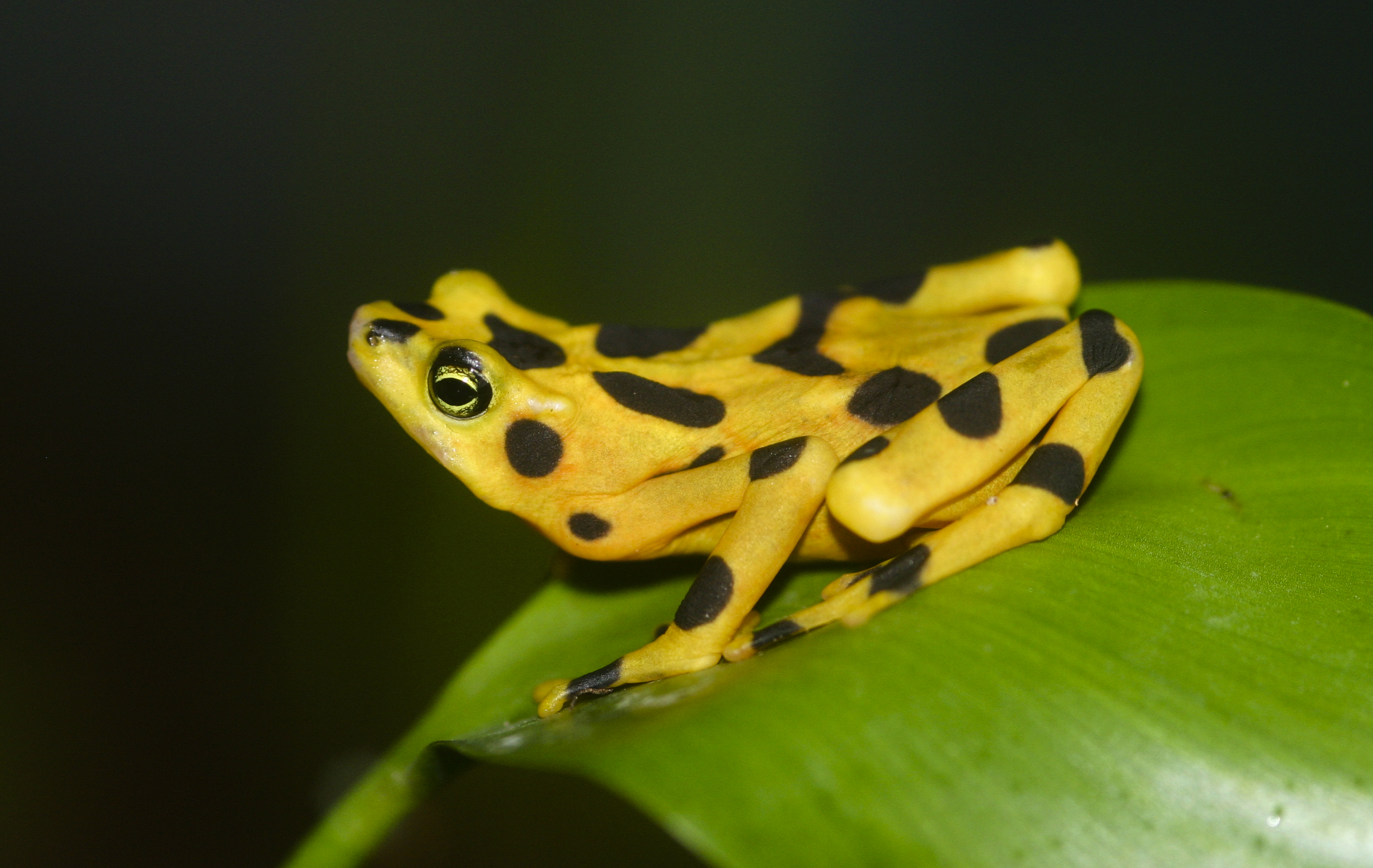
Bonte klompvoetkikker

Onderstaande lijst van amfibieën in Panama bestaat uit een totaal van 221 in Panama voorkomende  soorten die zijn onderverdeeld in drie ordes: de  wormsalamanders (Gymnophiona), salamanders  (Caudata) en kikkers (Anura). Deze lijst is ontleend aan de databank van Amphibian Species of the World, aangevuld met enkele soorten die recent zijn ontdekt door de wetenschap of wiens aanwezigheid in Panama recent is vastgesteld.

## Wormsalamanders (Gymnophiona)

### Dermophiidae

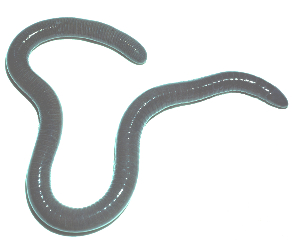
Gymnopis multiplicata

Orde: Gymnophiona. 
Familie: Dermophiidae
- Dermophis glandulosus Taylor, 1955
- Dermophis gracilior Günther, 1902
- Dermophis parviceps (Dunn, 1924)
- Gymnopis multiplicata Peters, 1874

## Salamanders  (Caudata)

### Plethodontidae
Orde: Caudata. 
Familie: Plethodontidae

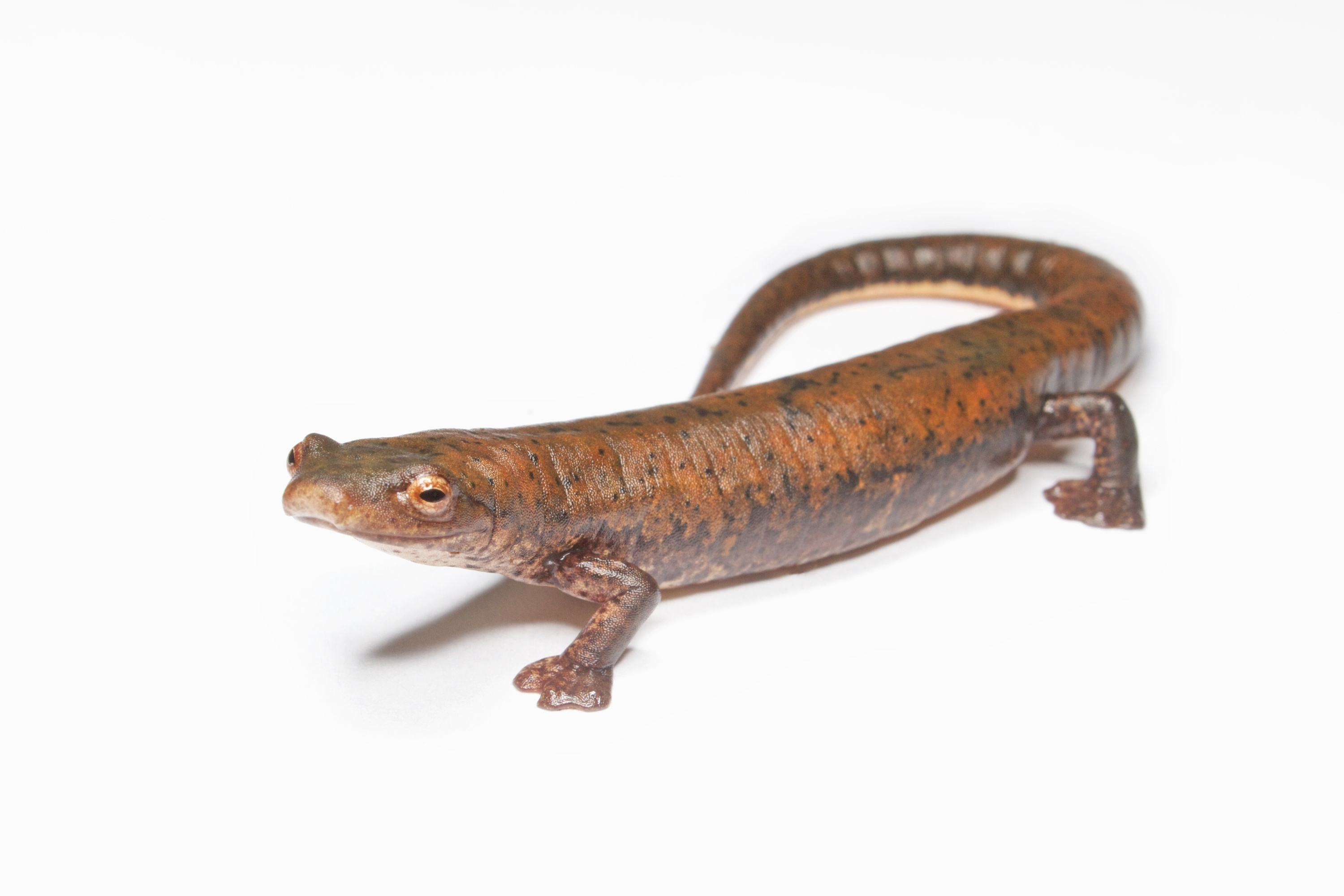
Bolitoglossa schizodactyla

- Bolitoglossa anthracina Brame, Savage, Wake, & Hanken, 2001
- Bolitoglossa biseriata Tanner, 1962
- Bolitoglossa bramei Wake, Savage, & Hanken, 2007
- Bolitoglossa chucantiensis Batista, Köhler, Mebert, & Vesely, 2014
- Bolitoglossa colonnea (Dunn, 1924)
- Bolitoglossa compacta Wake, Brame, & Duellman, 1973
- Bolitoglossa copia Wake, Hanken, & Ibáñez, 2005
- Bolitoglossa cuna Wake, Brame, & Duellman, 1973
- Bolitoglossa jugivagans Hertz, Lotzkat, & Köhler, 2013
- Bolitoglossa lignicolor (Peters, 1873)
- Bolitoglossa magnifica Hanken, Wake, & Savage, 2005
- Bolitoglossa marmorea (Tanner & Brame, 1961)
- Bolitoglossa medemi Brame & Wake, 1972
- Bolitoglossa minutula Wake, Brame, & Duellman, 1973
- Bolitoglossa nigrescens (Taylor, 1949)
- Bolitoglossa phalarosoma Wake & Brame, 1962
- Bolitoglossa pygmaea Bolaños & Wake, 2009
- Bolitoglossa robinsoni Bolaños & Wake, 2009
- Bolitoglossa robusta (Cope, 1894)
- Bolitoglossa schizodactyla Wake & Brame, 1966
- Bolitoglossa sombra Hanken, Wake, & Savage, 2005
- Bolitoglossa sooyorum Vial, 1963
- Bolitoglossa subpalmata (Boulenger, 1896)
- Bolitoglossa taylori Wake, Brame, & Myers, 1970
- Oedipina alfaroi Dunn, 1921
- Oedipina alleni Taylor, 1954
- Oedipina collaris (Stejneger, 1907)
- Oedipina complex (Dunn, 1924)
- Oedipina cyclocauda Taylor, 1952
- Oedipina fortunensis Köhler, Ponce, & Batista, 2007
- Oedipina maritima García-París & Wake, 2000
- Oedipina pacificensis Taylor, 1952
- Oedipina savagei García-París & Wake, 2000
- Oedipina uniformis Keferstein, 1868

## Kikkers (Anura)

### Craugastoridae
Orde: Anura. 
Familie: Craugastoridae
- Craugastor andi (Savage, 1974)

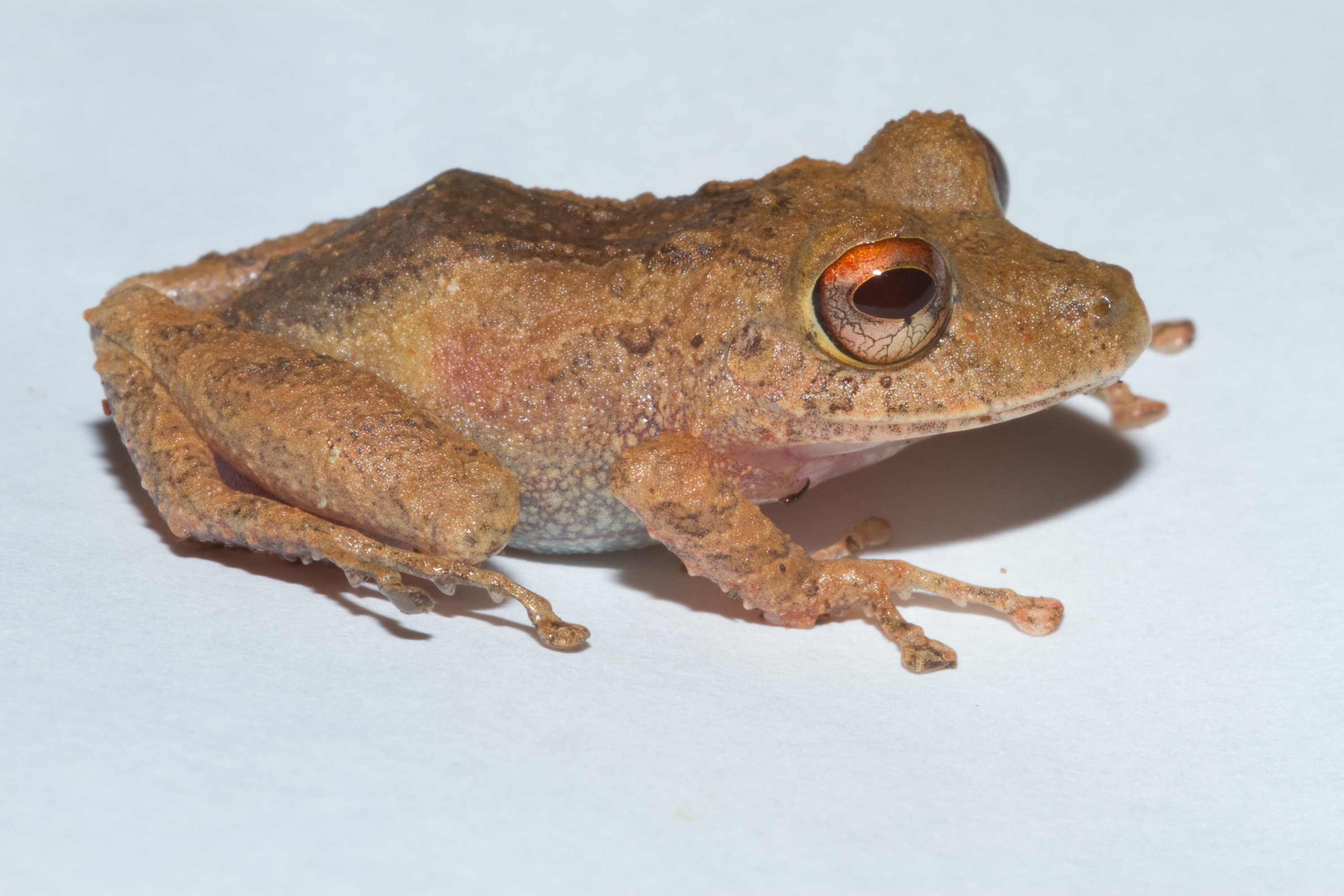
Pristimantis cerasinus

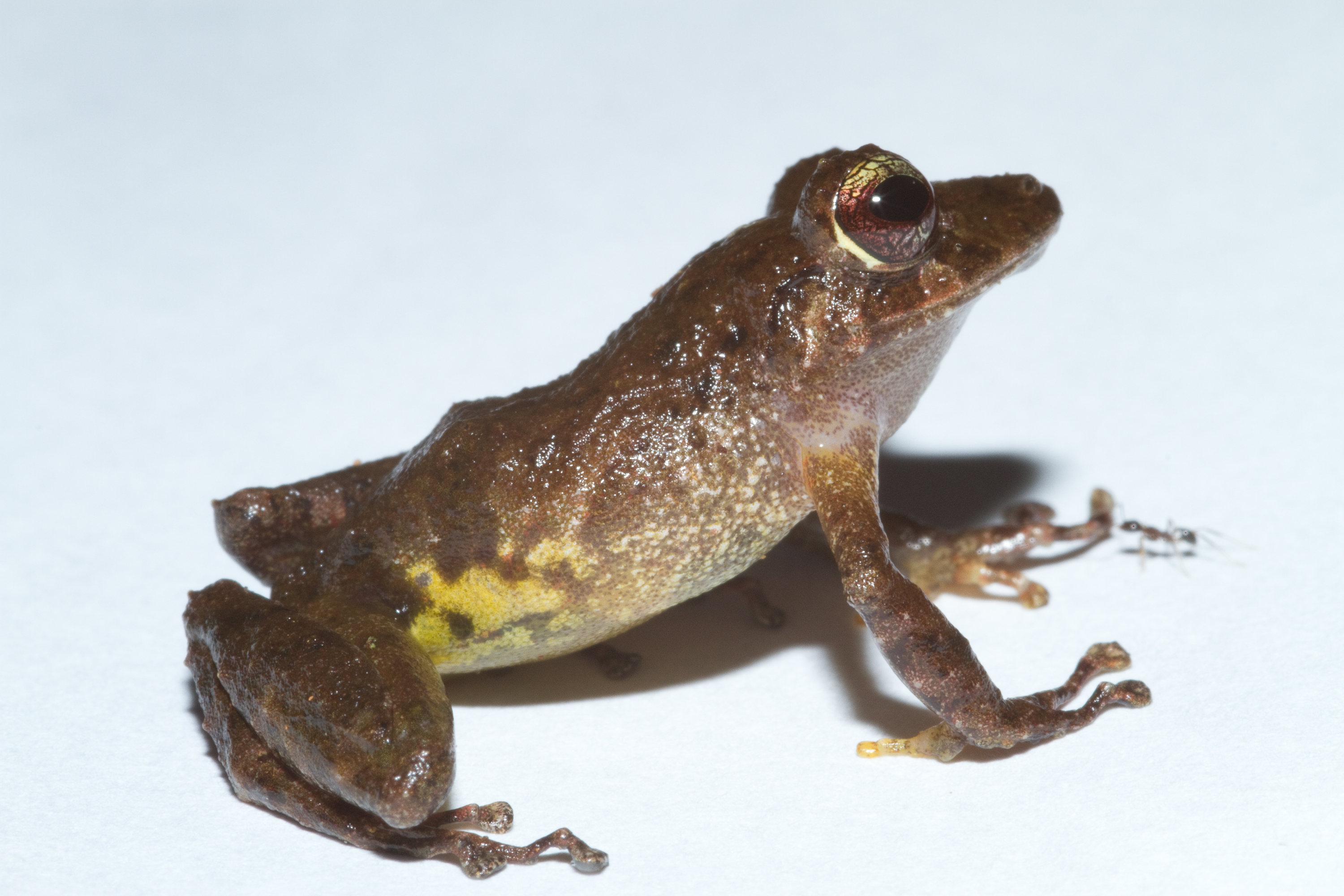
Pristimantis cruentus

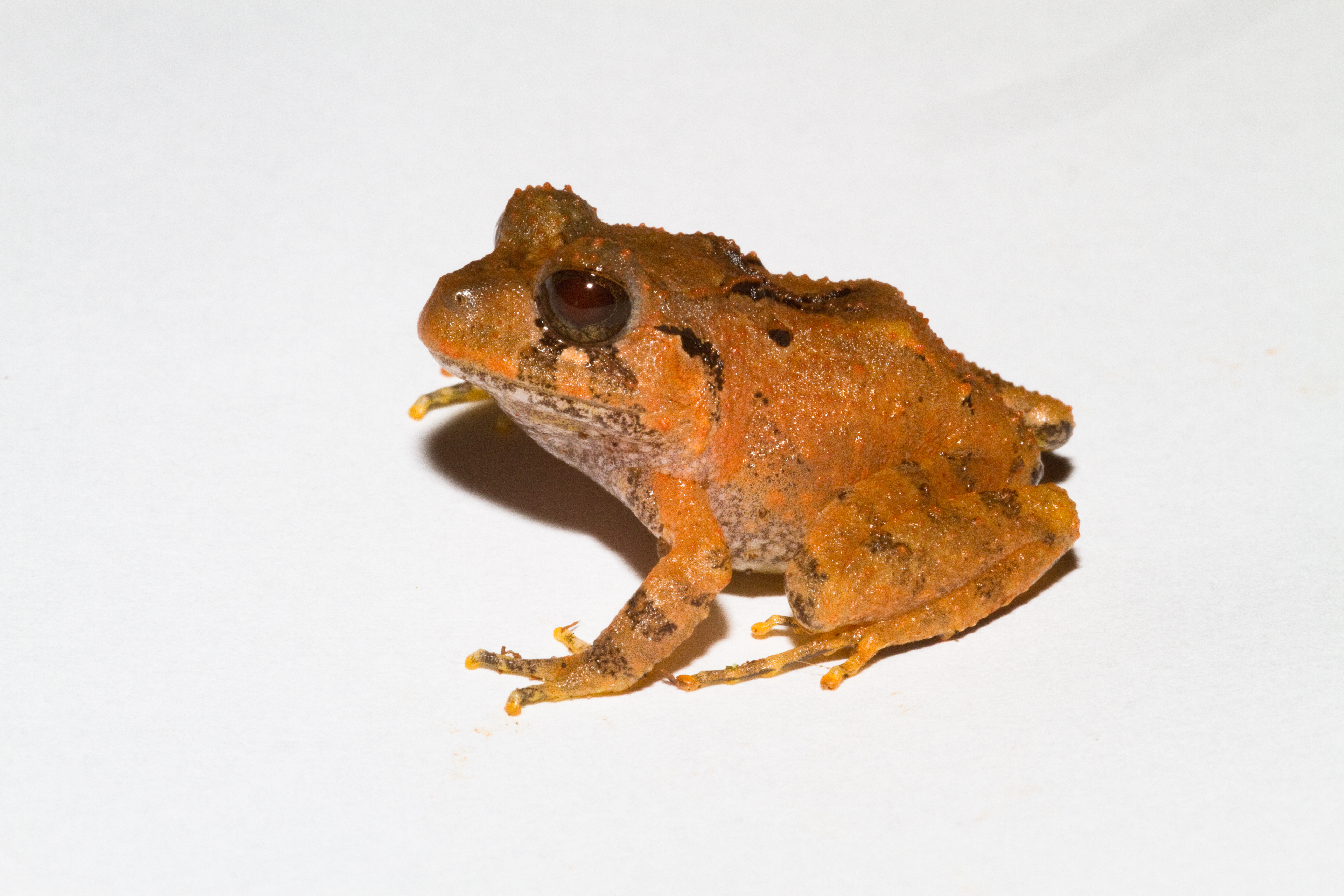
Craugastor megacephalus

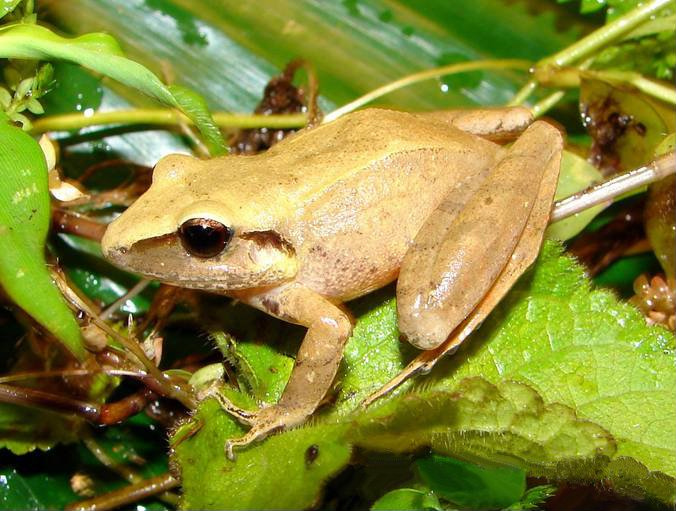
Pristimantis achatinus

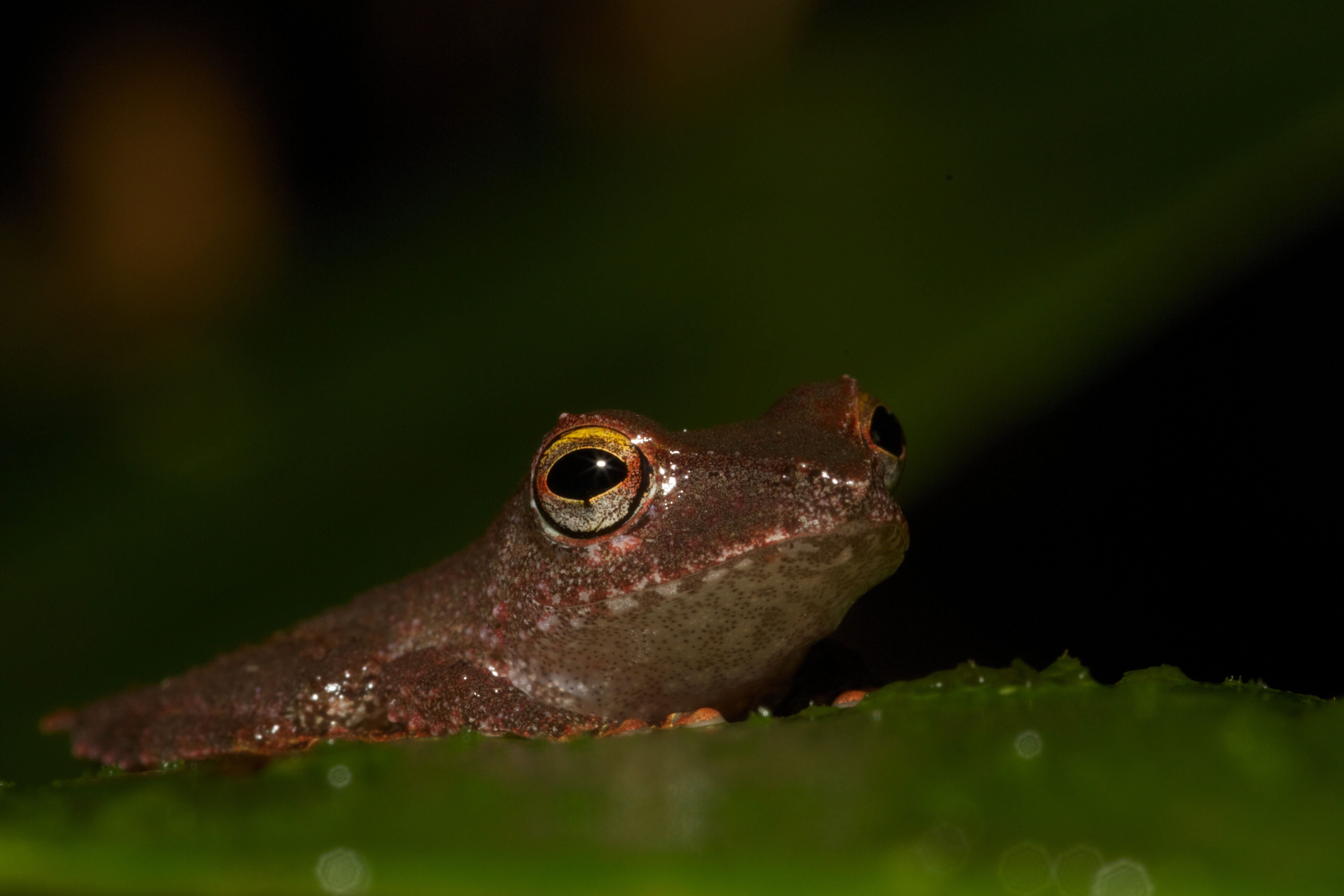
Pristimantis caryophyllaceus

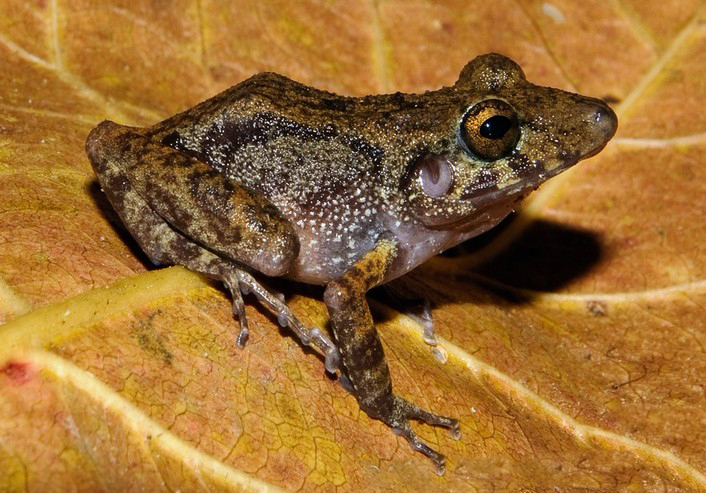
Pristimantis gaigei

- Craugastor azueroensis (Savage, 1975)
- Craugastor catalinae (Campbell & Savage, 2000)
- Craugastor crassidigitus (Taylor, 1952)
- Craugastor emcelae (Lynch, 1985)
- Craugastor evanesco Ryan, Savage, Lips, & Giermakowski, 2010
- Craugastor fitzingeri (Schmidt, 1857)
- Craugastor gollmeri (Peters, 1863)
- Craugastor gulosus (Cope, 1875)
- Craugastor jota (Lynch, 1980)
- Craugastor longirostris (Boulenger, 1898)
- Craugastor megacephalus (Cope, 1875)
- Craugastor melanostictus (Cope, 1875)
- Craugastor monnichorum (Dunn, 1940)
- Craugastor noblei (Barbour & Dunn, 1921)
- Craugastor obesus (Barbour, 1928)
- Craugastor opimus (Savage & Myers, 2002)
- Craugastor phasma (Lips & Savage, 1996)
- Craugastor podiciferus (Cope, 1875)
- Craugastor polyptychus (Cope, 1886)
- Craugastor punctariolus (Peters, 1863)
- Craugastor raniformis (Boulenger, 1896)
- Craugastor ranoides (Cope, 1886)
- Craugastor rhyacobatrachus (Campbell & Savage, 2000)
- Craugastor rugosus (Peters, 1873)
- Craugastor stejnegerianus (Cope, 1893)
- Craugastor tabasarae (Savage, Hollingsworth, Lips, & Jaslow, 2004)
- Craugastor talamancae (Dunn, 1931)
- Craugastor taurus (Taylor, 1958)
- Craugastor underwoodi (Boulenger, 1896)
- Pristimantis achatinus (Boulenger, 1898)
- Pristimantis adnus Crawford, Ryan, & Jaramillo, 2010
- Pristimantis altae (Dunn, 1942)
- Pristimantis caryophyllaceus (Barbour, 1928)
- Pristimantis cerasinus (Cope, 1875)
- Pristimantis cruentus (Peters, 1873)
- Pristimantis educatoris Ryan, Lips, & Giermakowski, 2010
- Pristimantis gaigei (Dunn, 1931)
- Pristimantis moro (Savage, 1965)
- Pristimantis museosus (Ibáñez, Jaramillo, & Arosemena, 1994)
- Pristimantis pardalis (Barbour, 1928)
- Pristimantis pirrensis (Ibáñez & Crawford, 2004)
- Pristimantis ridens (Cope, 1866)
- Pristimantis taeniatus (Boulenger, 1912)
- Strabomantis bufoniformis (Boulenger, 1896)
- Strabomantis laticorpus (Myers & Lynch, 1997)

### Leptodactylidae
Orde: Anura. 
Familie: Leptodactylidae

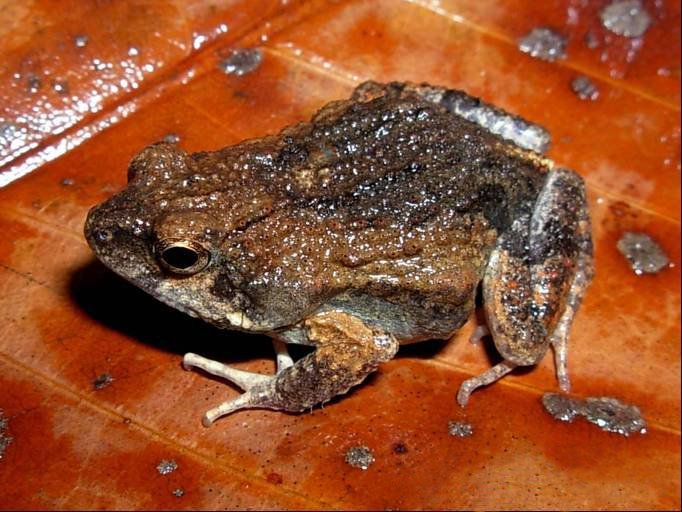
Engystomops pustulosus

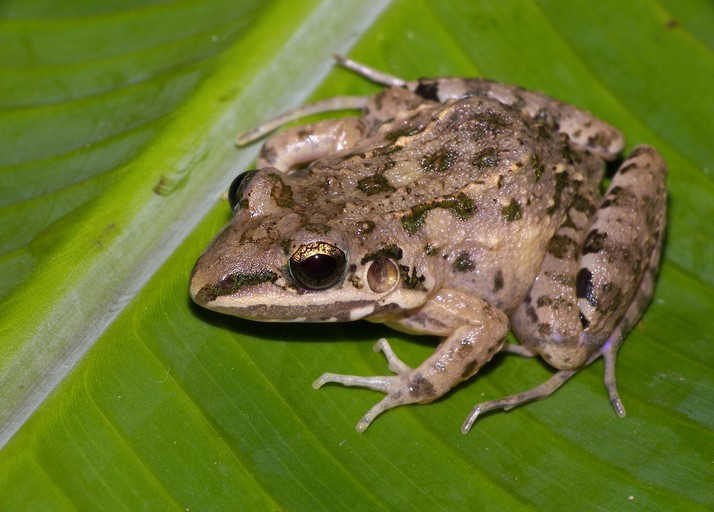
Leptodactylus fragilis

- Engystomops pustulosus (Cope, 1864)
- Pleurodema brachyops (Cope, 1869)
- Leptodactylus fragilis (Brocchi, 1877)
- Leptodactylus fuscus (Schneider, 1799)
- Leptodactylus insularum Barbour, 1906
- Leptodactylus melanonotus (Hallowell, 1861)
- Leptodactylus poecilochilus (Cope, 1862)
- Leptodactylus savagei Heyer, 2005

### Eleutherodactylidae
Orde: Anura. 
Familie: Eleutherodactylidae

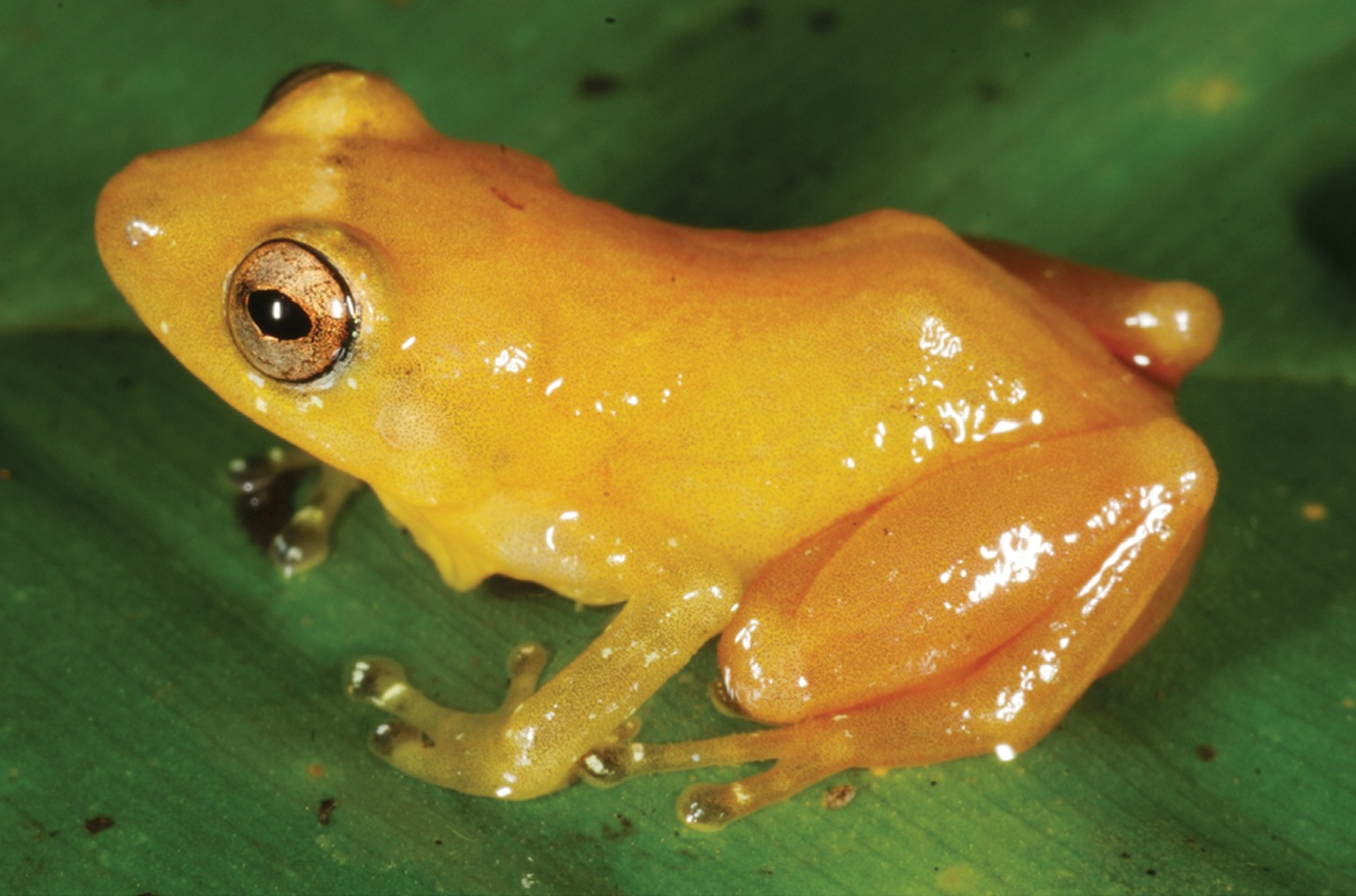
Diasporus citrinobapheus

- Diasporus citrinobapheus Hertz, Hauenschild, Lotzkat, & Köhler, 2012
- Diasporus diastema (Cope, 1875)
- Diasporus hylaeformis (Cope, 1875)
- Diasporus igneus Batista, Ponce, & Hertz, 2012
- Diasporus quidditus (Lynch, 2001)
- Diasporus vocator (Taylor, 1955)
- Eleutherodactylus antillensis (Reinhardt & Lütken, 1863)
- Eleutherodactylus johnstonei Barbour, 1914

### Bufonidae
Orde: Anura. 
Familie: Bufonidae
- Atelopus certus (Barbour, 1923

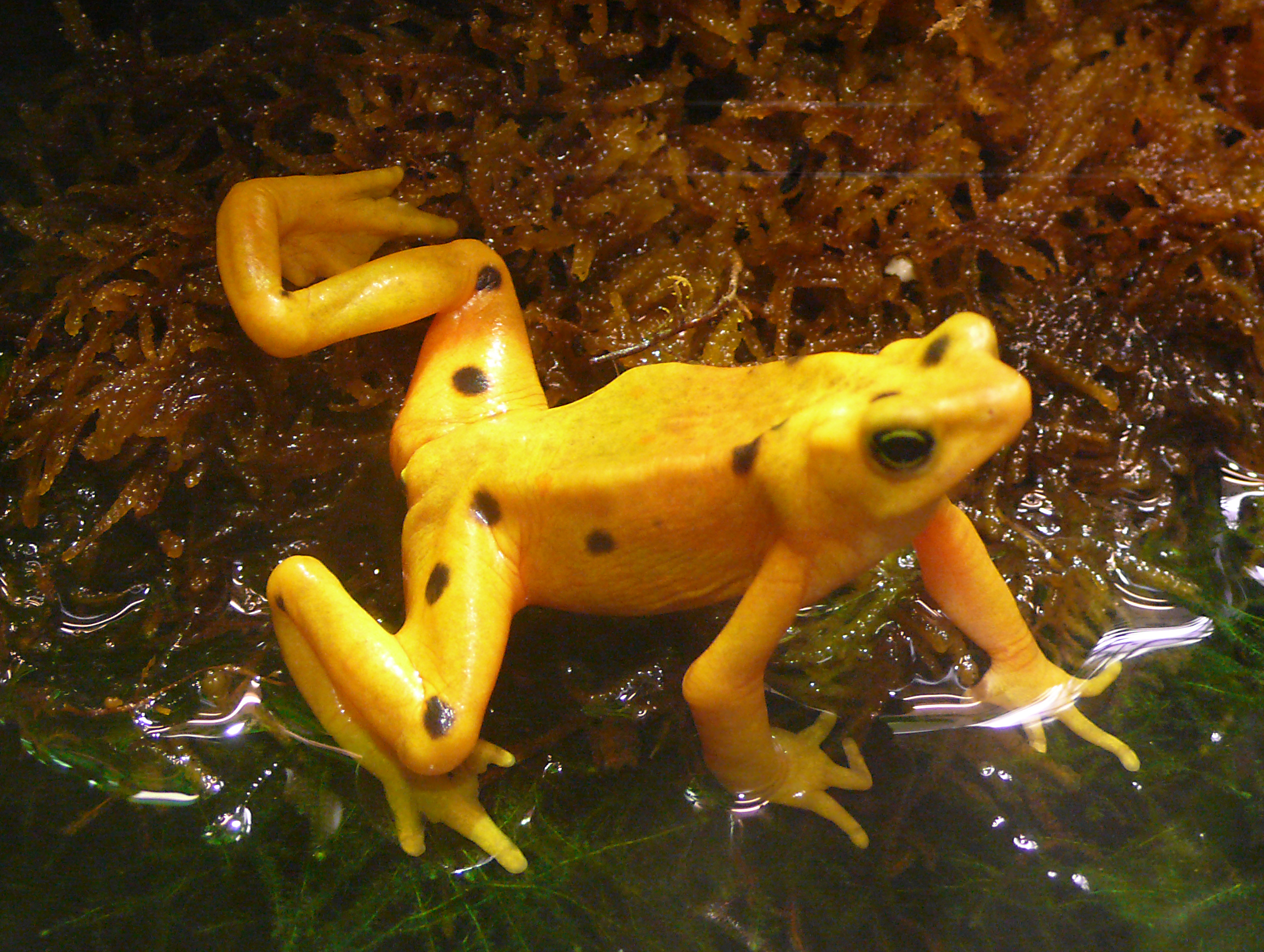
Atelopus zeteki

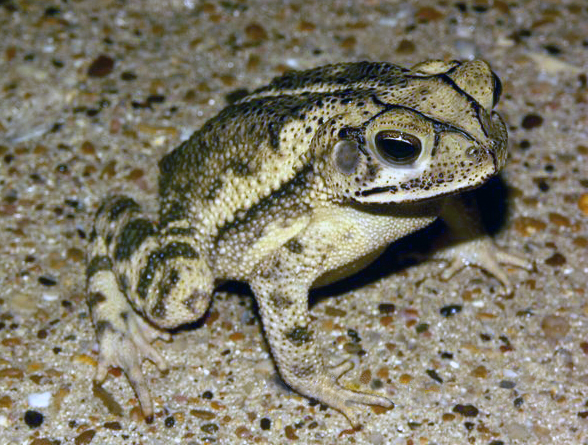
Incilius valliceps

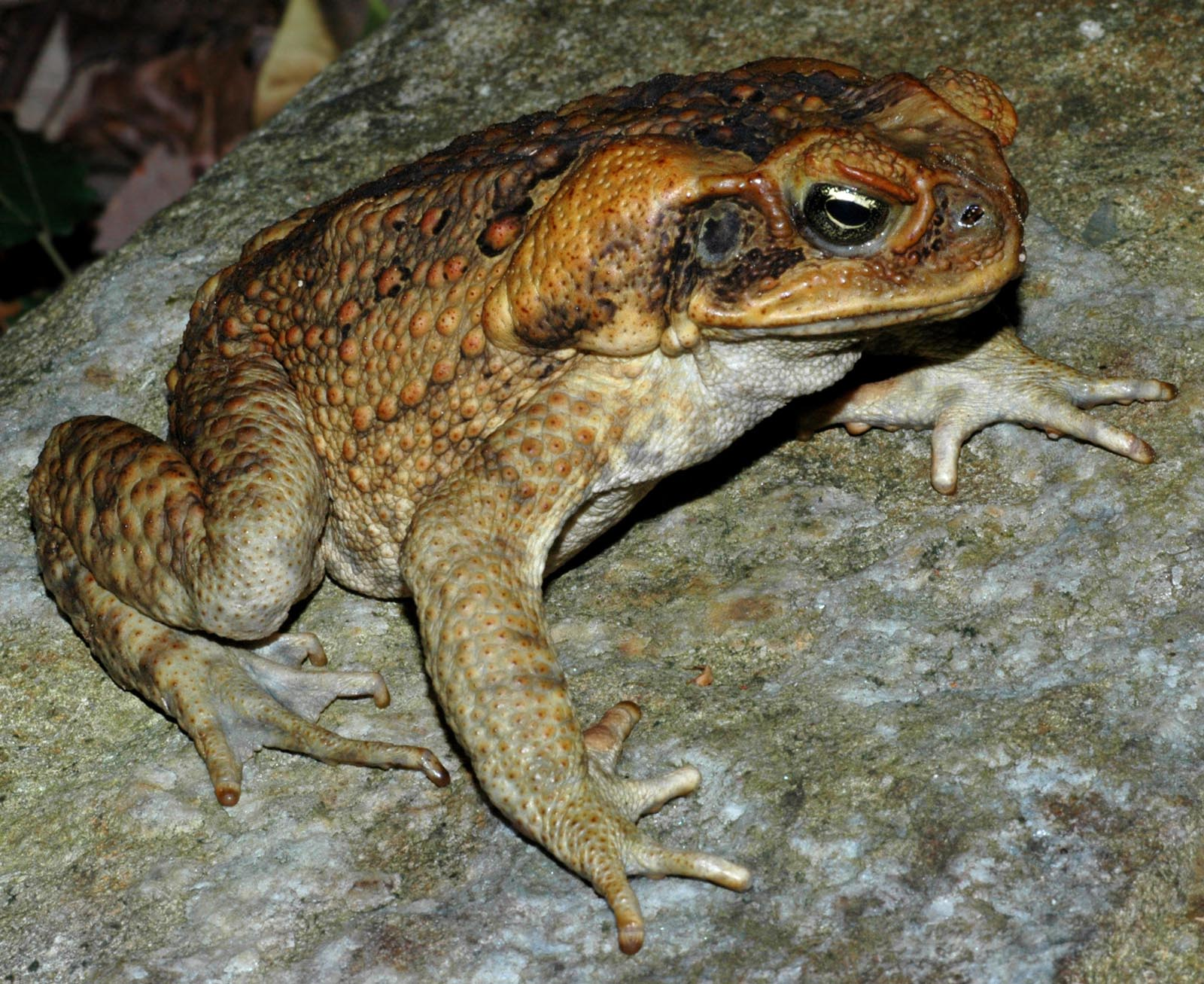
Rhinella marina

- Atelopus chiriquiensis (Shreve, 1936
- Atelopus glyphus (Dunn, 1931
- Atelopus limosus Ibáñez, Jaramillo, & Solís, 1995
- Atelopus varius (Lichtenstein & Martens, 1856)
- Atelopus zeteki Dunn, 1933
- Incilius aucoinae (O'Neill & Mendelson, 2004)
- Incilius coniferus (Cope, 1862)
- Incilius epioticus (Cope, 1875)
- Incilius fastidiosus (Cope, 1875)
- Incilius karenlipsae (Mendelson & Mulcahy, 2010
- Incilius majordomus (Savage, Ugarte, & Donnelly, 2013
- Incilius peripatetes (Savage, 1972)
- Incilius signifer (Mendelson, Williams, Sheil, & Mulcahy, 2005)
- Rhaebo haematiticus (Cope, 1862
- Rhinella acrolopha (Trueb, 1971)
- Rhinella alata (Thominot, 1884)
- Rhinella centralis Narvaes & Rodrigues, 2009
- Rhinella margaritifera (Laurenti, 1768)
- Rhinella marina (Linnaeus, 1758)

### Hylidae
Orde: Anura. 
Familie: Hylidae
- Agalychnis callidryas (Cope, 1862)
- Agalychnis lemur (Boulenger, 1882)

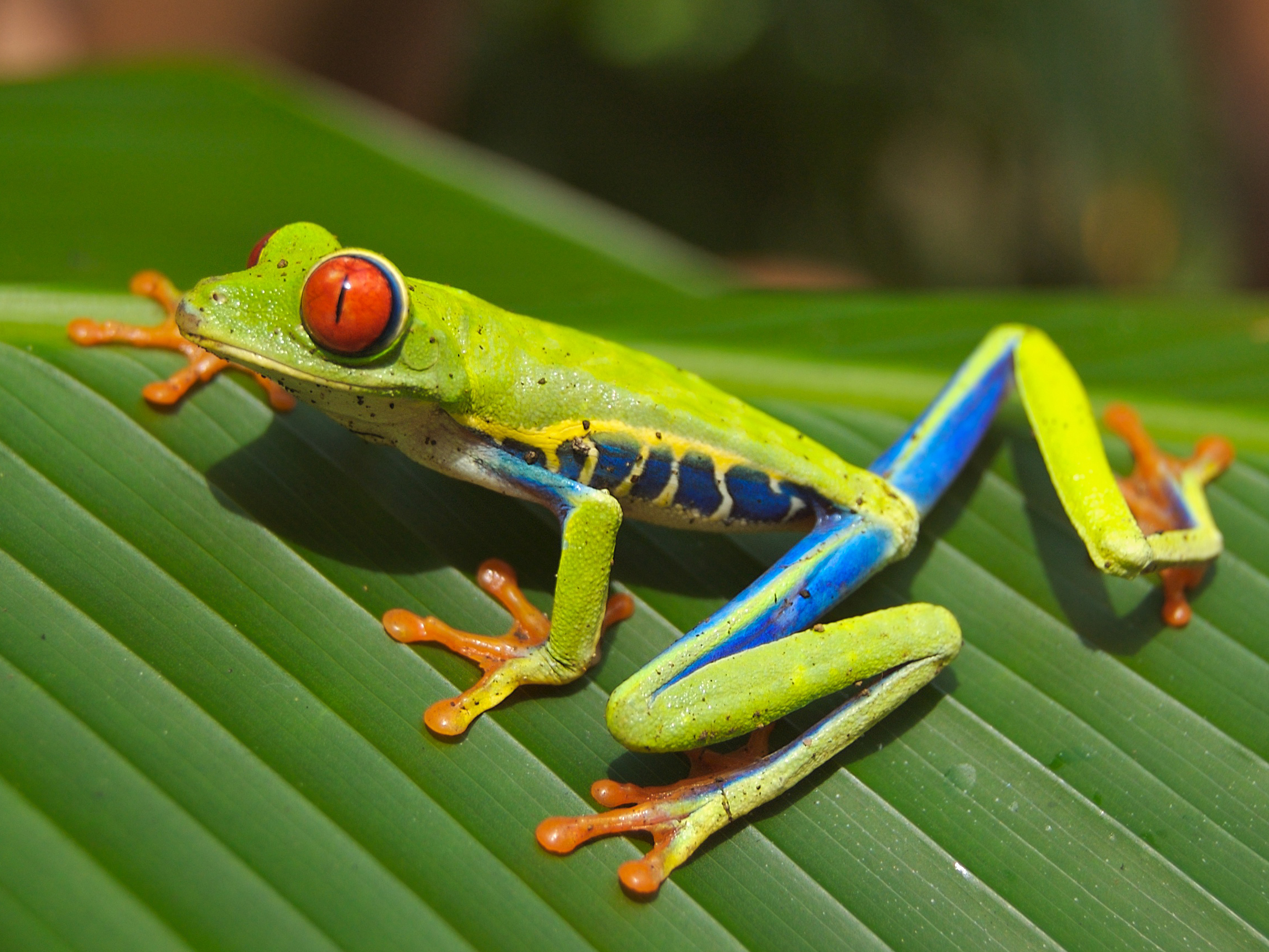
Agalychnis callidryas

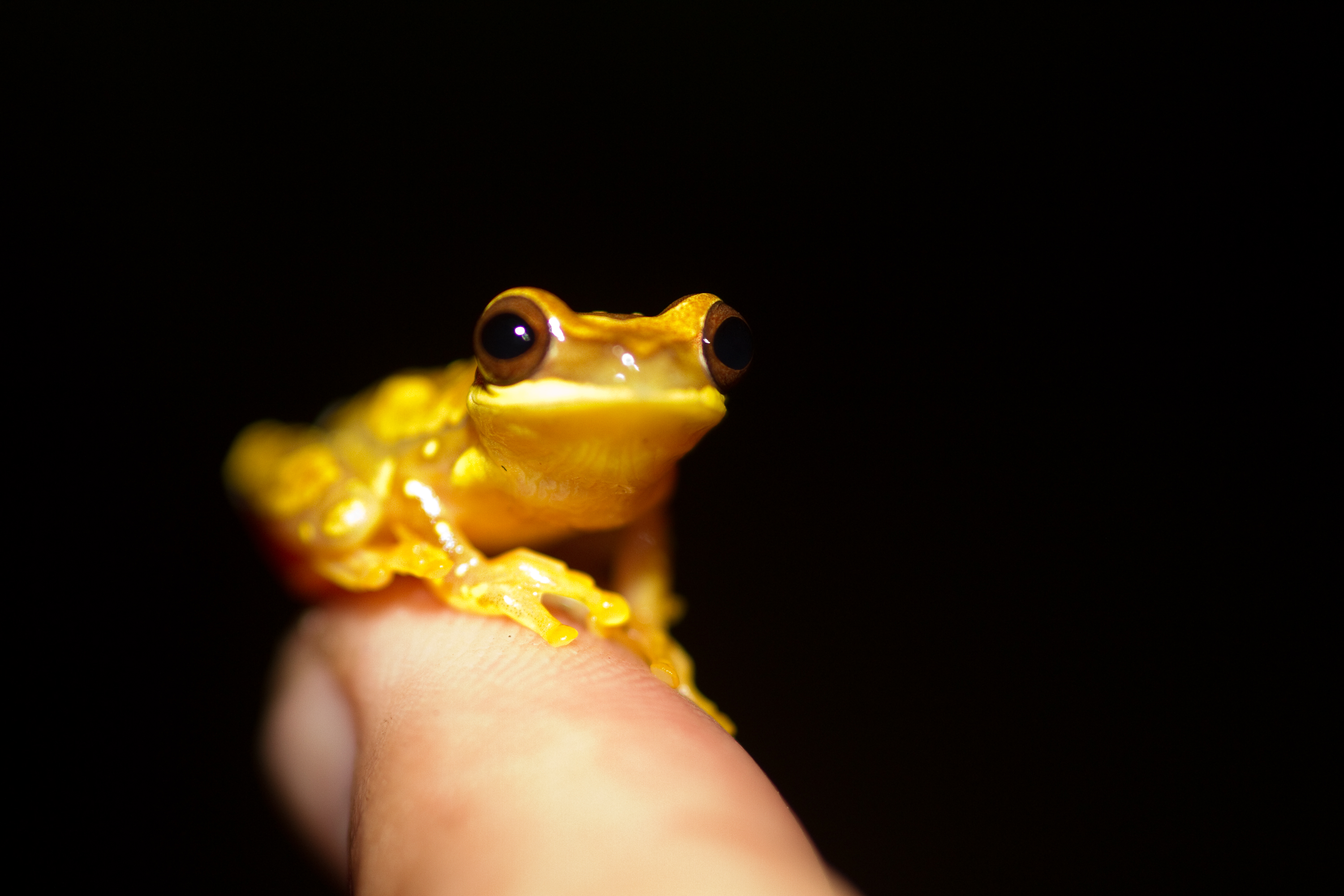
Dendropsophus ebraccatus

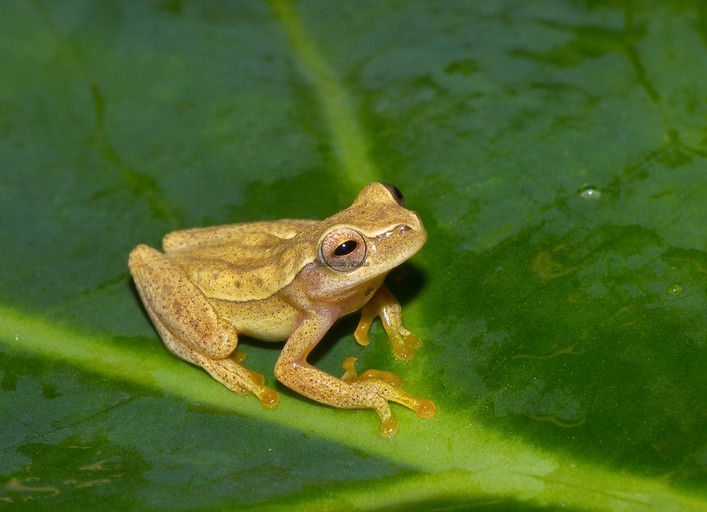
Dendropsophus microcephalus

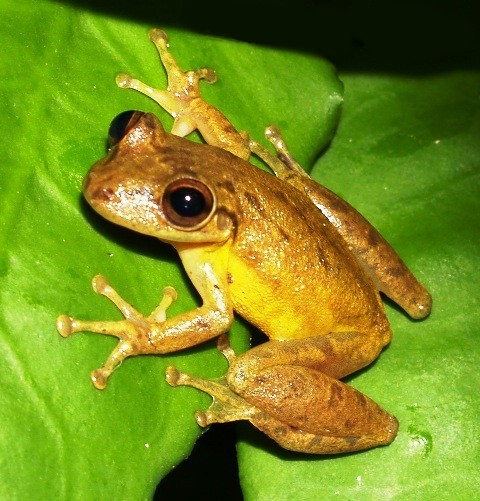
Scinax staufferi

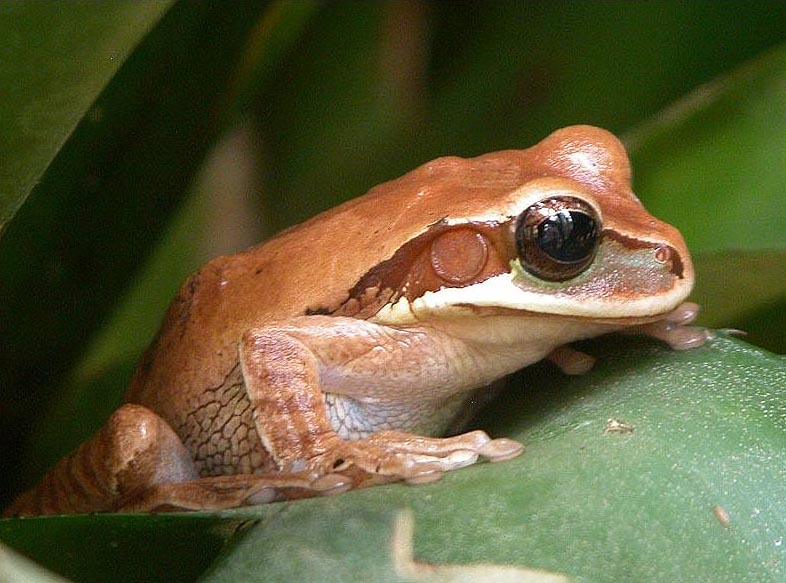
Smilisca phaeota

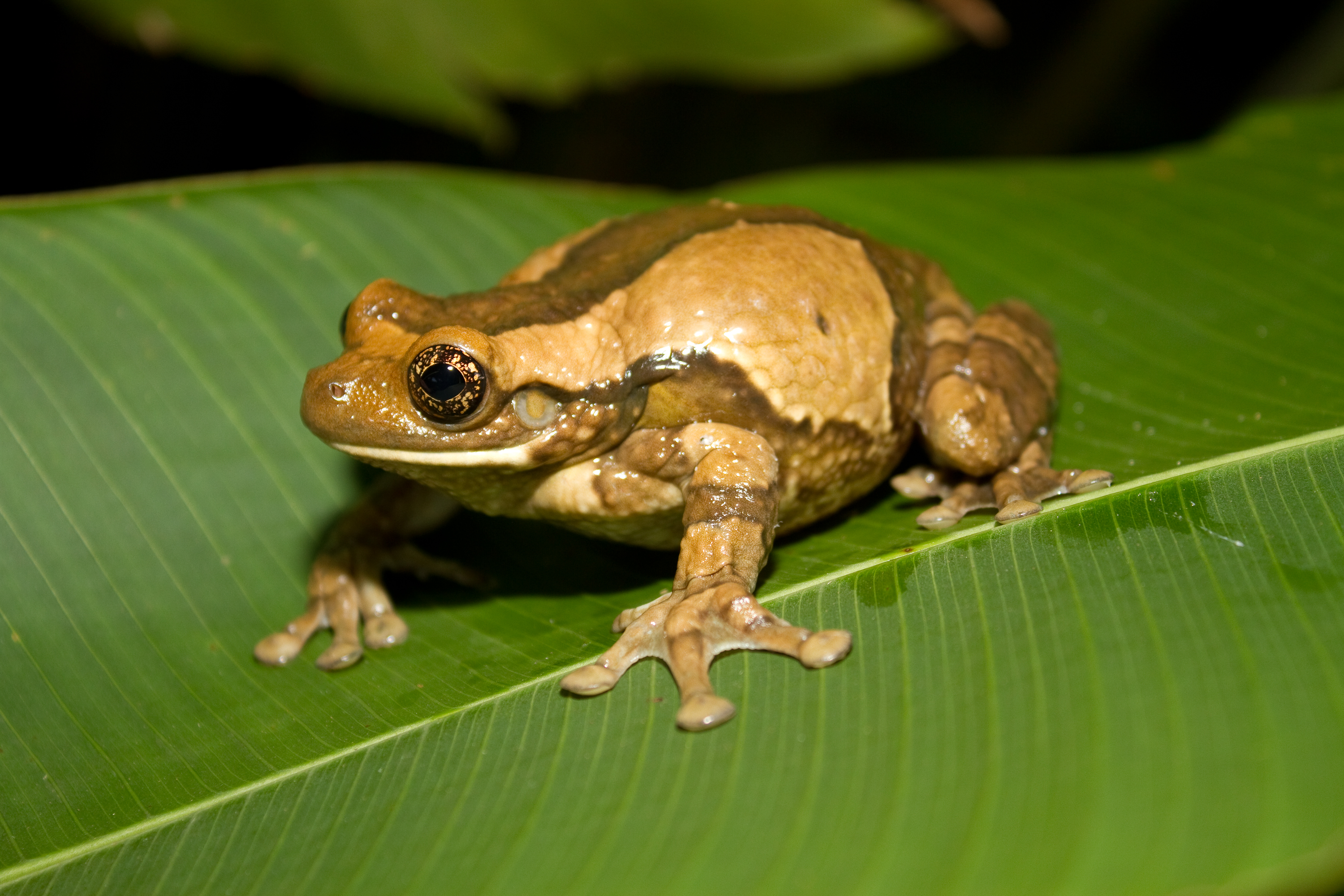
Trachycephalus typhonius

- Agalychnis spurrelli Boulenger, 1913
- Anotheca spinosa (Steindachner, 1864)
- Cruziohyla calcarifer (Boulenger, 1902)
- Dendropsophus ebraccatus (Cope, 1874)
- Dendropsophus microcephalus (Cope, 1886)
- Dendropsophus phlebodes (Stejneger, 1906)
- Dendropsophus subocularis (Dunn, 1934)
- Duellmanohyla lythrodes (Savage, 1968)
- Duellmanohyla uranochroa (Cope, 1875)
- Ecnomiohyla bailarina Batista, Hertz, Mebert, Köhler, Lotzkat, Ponce & Vesely, 2014
- Ecnomiohyla fimbrimembra (Taylor, 1948)
- Ecnomiohyla miliaria (Cope, 1886)
- Ecnomiohyla rabborum Mendelson, Savage, Griffith, Ross, Kubicki, & Gagliardo, 2008
- Ecnomiohyla thysanota (Duellman, 1966)
- Ecnomiohyla veraguensis Batista, Hertz, Mebert, Köhler, Lotzkat, Ponce & Vesely, 2014
- Hyloscirtus colymba (Dunn, 1931)
- Hyloscirtus palmeri (Boulenger, 1908)
- Hypsiboas boans (Linnaeus, 1758)
- Hypsiboas crepitans (Wied-Neuwied, 1824)
- Hypsiboas pugnax (Schmidt, 1857)
- Hypsiboas rosenbergi (Boulenger, 1898)
- Hypsiboas rufitelus (Fouquette, 1961)
- Isthmohyla angustilineata (Taylor, 1952)
- Isthmohyla calypsa (Lips, 1996)
- Isthmohyla debilis (Taylor, 1952)
- Isthmohyla graceae (Myers & Duellman, 1982)
- Isthmohyla infucata (Duellman, 1968)
- Isthmohyla lancasteri (Barbour, 1928)
- Isthmohyla picadoi (Dunn, 1937)
- Isthmohyla pictipes (Cope, 1875)
- Isthmohyla pseudopuma (Günther, 1901)
- Isthmohyla rivularis (Taylor, 1952)
- Isthmohyla tica (Starrett, 1966)
- Isthmohyla zeteki (Gaige, 1929)
- Phyllomedusa venusta Duellman & Trueb, 1967
- Ptychohyla legleri (Taylor, 1958)
- Scinax altae (Dunn, 1933)
- Scinax boulengeri (Cope, 1887)
- Scinax elaeochrous (Cope, 1875)
- Scinax rostratus (Peters, 1863)
- Scinax ruber (Laurenti, 1768)
- Scinax staufferi (Cope, 1865)
- Smilisca phaeota (Cope, 1862)
- Smilisca sila Duellman & Trueb, 1966
- Smilisca sordida (Peters, 1863)
- Trachycephalus typhonius (Linnaeus, 1758)

### Centrolenidae
Orde: Anura. 
Familie: Centrolenidae

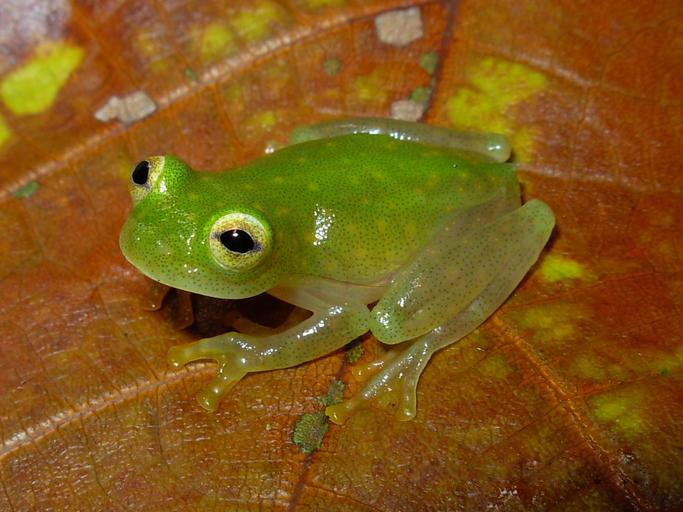
Hyalinobatrachium fleischmanni

- Cochranella euknemos (Savage & Starrett, 1967)
- Cochranella granulosa (Taylor, 1949)
- Espadarana prosoblepon (Boettger, 1892)
- Hyalinobatrachium aureoguttatum (Barrera-Rodriguez & Ruiz-Carranza, 1989)
- Hyalinobatrachium chirripoi (Taylor, 1958)
- Hyalinobatrachium colymbiphyllum (Taylor, 1949)
- Hyalinobatrachium fleischmanni (Boettger, 1893)
- Hyalinobatrachium valerioi (Dunn, 1931)
- Hyalinobatrachium vireovittatum (Starrett & Savage, 1973)
- Sachatamia albomaculata (Taylor, 1949)
- Sachatamia ilex (Savage, 1967)
- Teratohyla pulverata (Peters, 1873)
- Teratohyla spinosa (Taylor, 1949)

### Aromobatidae
Orde: Anura. 
Familie: Aromobatidae
- Allobates talamancae (Cope, 1875)
- Anomaloglossus astralogaster Myers, Ibáñez, Grant, & Jaramillo, 2012
- Anomaloglossus isthminus Myers, Ibáñez, Grant, & Jaramillo, 2012

### Dendrobatidae
Orde: Anura. 
Familie: Dendrobatidae
- Ameerega maculata (Peters, 1873)

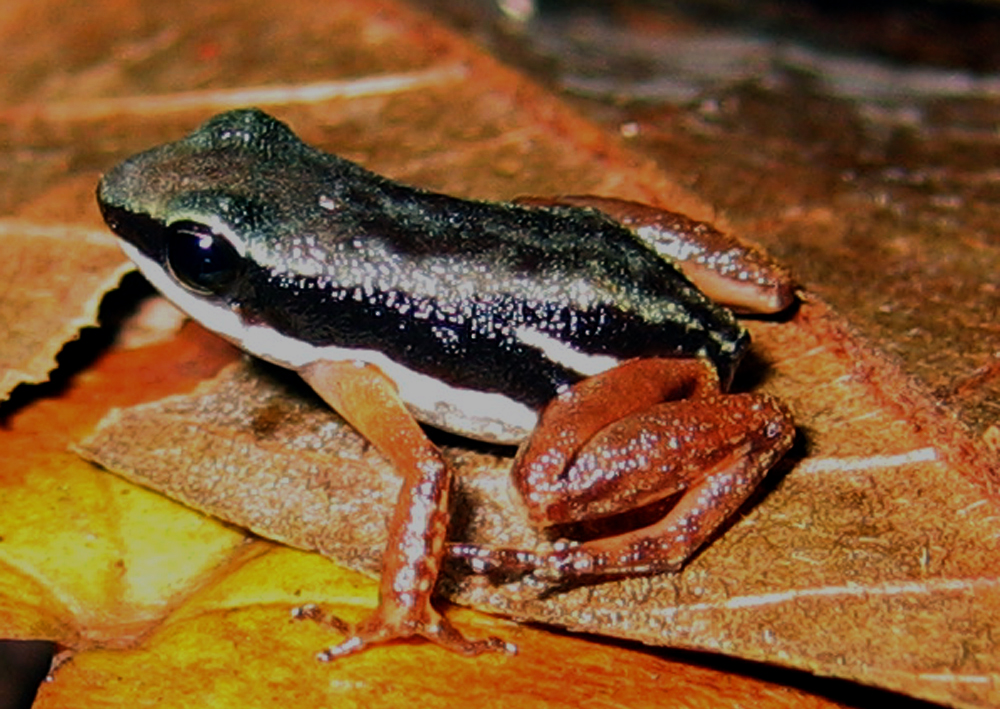
Silverstoneia flotator

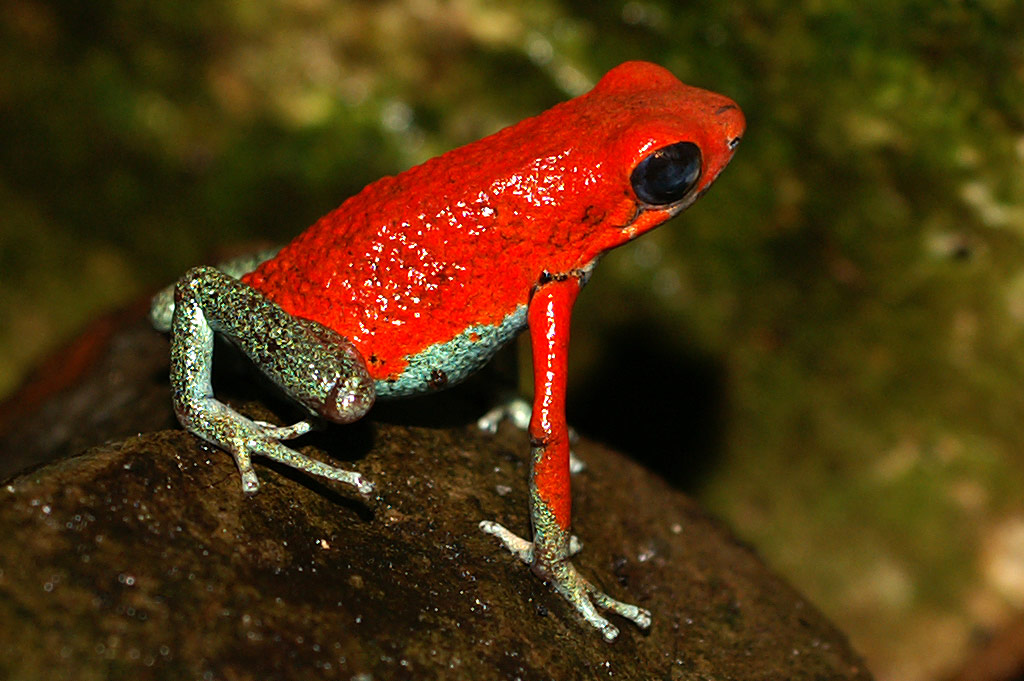
Oophaga granulifera

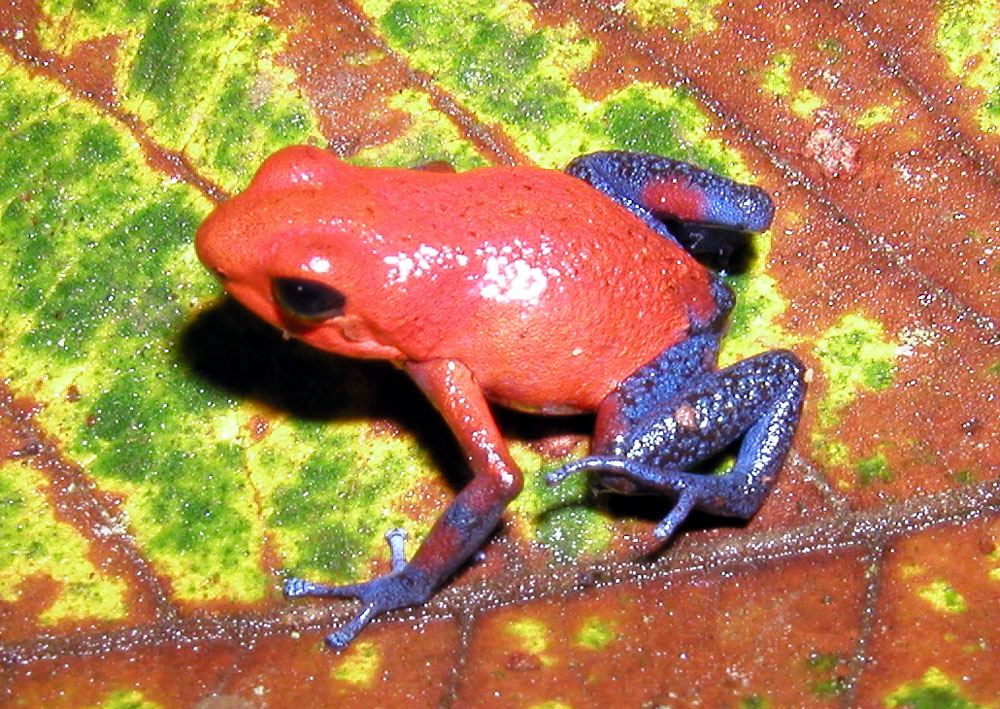
Oophaga pumilio

- Andinobates claudiae (Jungfer, Lötters, & Jörgens, 2000)
- Andinobates fulguritus (Silverstone, 1975)
- Andinobates geminisae Batista, Jaramillo, Ponce, & Crawford, 2014
- Andinobates minutus (Shreve, 1935)
- Colostethus latinasus (Cope, 1863)
- Colostethus panamansis (Dunn, 1933)
- Colostethus pratti (Boulenger, 1899)
- Dendrobates auratus (Girard, 1855)
- Hyloxalus chocoensis Boulenger, 1912
- Andinobates minutus (Shreve, 1935)
- Silverstoneia flotator (Dunn, 1931)
- Silverstoneia nubicola (Dunn, 1924)
- Oophaga arborea (Myers, Daly, & Martínez, 1984)
- Oophaga granulifera (Taylor, 1958)
- Oophaga pumilio (Schmidt, 1857)
- Oophaga speciosa (Schmidt, 1857)
- Oophaga vicentei (Jungfer, Weygoldt, & Juraske, 1996)
- Phyllobates lugubris (Schmidt, 1857)
- Phyllobates vittatus (Cope, 1893)

### Hemiphractidae
Orde: Anura. 
Familie: Hemiphractidae

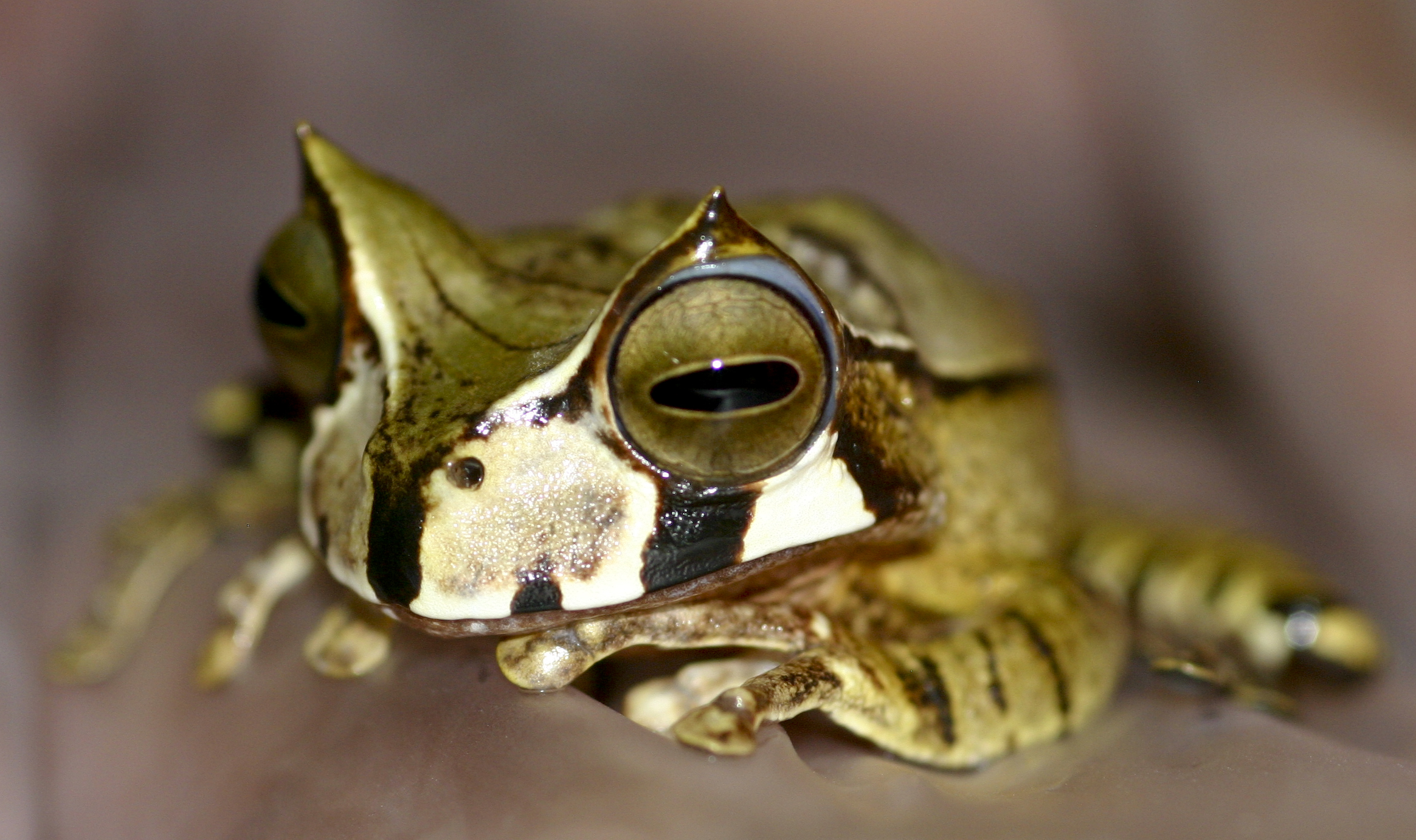
Gastrotheca cornuta

- Gastrotheca cornuta (Boulenger, 1898)
- Gastrotheca nicefori Gaige, 1933
- Hemiphractus fasciatus Peters, 1862

### Microhylidae
Orde: Anura. 
Familie: Microhylidae

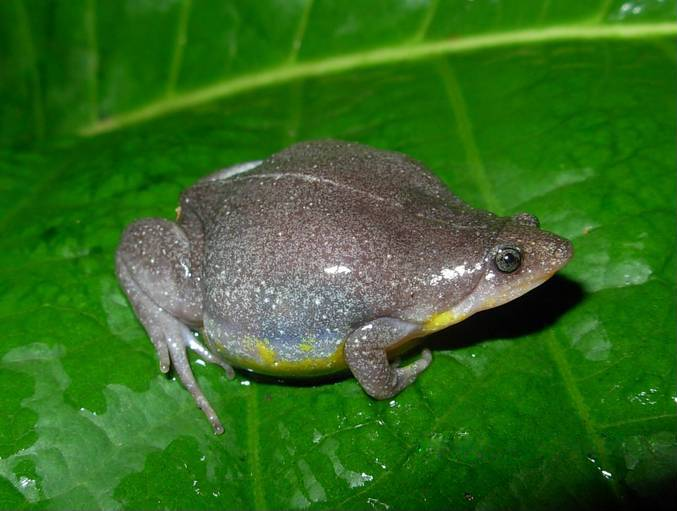
Elachistocleis ovalis

- Ctenophryne aterrima (Günther, 1901)
- Elachistocleis ovalis (Schneider, 1799)
- Elachistocleis panamensis (Dunn, Trapido, & Evans, 1948)
- Elachistocleis pearsei (Ruthven, 1914)

### Pipidae
Orde: Anura. 
Familie: Pipidae
- Pipa myersi Trueb, 1984

### Ranidae
Orde: Anura. 
Familie: Ranidae
- Lithobates vaillanti (Brocchi, 1877)
- Lithobates vibicarius (Cope, 1894)
- Lithobates warszewitschii (Schmidt, 1857)